# 251 км
251 км (рос. 251 км) — селище у складі Промишленнівського округу Кемеровської області, Росія.

## Населення
Населення — 8 осіб (2010; 4 у 2002).
Національний склад (станом на 2002 рік):
- росіяни — 100 %